# 테쿰세의 저주
테쿰세의 저주(Curse of Tippecanoe)는 임기 중에 죽은 미국의 대통령에 관한 이야기이다. 1840년 제9대 미국 대통령 윌리엄 헨리 해리슨의 폐렴에 의한 사망으로 시작하여, 존 F. 케네디(1960년) 등 미국 대통령에 일련의 사건의 원인이 되는 저주를 의미한다.

## 개요
미국 정부의 인디언 박해에 무력 저항을 해오던 인디언 추장 테쿰세가 죽으면서 20년에 한 번씩 0(10의 자리가 짝수 기준)으로 끝나는 해에 당선된 대통령은 임기 중에 목숨을 잃을 것이라고 저주를 내렸다는 것이다. 테쿰세가 죽으면서 그의 어머니가 저주를 내렸다는 이야기도 있고, 티피카누 전투에서 죽은, 테쿰세의 동생인 예언자 텐스콰타와가 말한 것이라는 이야기도 있다. 20년마다 임기 중에 죽은 미국 대통령의 우연은 1934년에 출판된 《리플리의 믿거나 말거나(Ripley's Believe It or Not!)》에 쓰여 있다.

## 사례
- 1840년에 당선된 윌리엄 헨리 해리슨(테쿰세를 죽인 장본인)은 1841년에 폐렴으로인해 죽고말았다.
- 1860년에 당선된 에이브러햄 링컨은 1865년에 존 윌크스 부스에게 암살당했다.
- 1880년에 당선된 제임스 A. 가필드는 1881년에 찰스 기토에게 암살당했다.
- 1900년에 재선된 윌리엄 매킨리는 1901년에 리언 촐고츠에게 암살당했다.
- 1920년에 당선된 워런 G. 하딩은 1923년에 심장마비로인해 죽고말았다.
- 1940년에 재선된 프랭클린 루스벨트는 1945년에 뇌출혈로인해 죽고말았다.
- 1960년에 당선된 존 F. 케네디는 1963년에 리 하비 오스월드에게 암살당했다.

링컨과 매킨리는 두 번째 임기 중에, 프랭클린 D. 루스벨트는 네 번째 임기 중에 죽었으며, 임기 중에 죽은 다른 미국 대통령은 1848년에 당선되어 1850년(다만 10자리가 짝이 아닌 홀수이므로 테쿰세의 저주에는 해당 안 됨)에 콜레라로 죽은 재커리 테일러가 유일하다.

## 예외
현재까지 이 우연의 예외는 1980년에 당선된 로널드 레이건 전 대통령과 2000년에 당선된 조지 W. 부시 전 대통령이다. 로널드 레이건 전 대통령은 암살을 시도한 존 힝클리의 총에 맞았지만 죽음은 면했다. 어떤 사람은 그가 병원에 가까운 곳에 있지 않았다면 저주를 피해갈 수 없었을 것이며, 또한 요즘의 현대 의학이 아닌 테쿰세가 살았던 시대의 의학이었다면 레이건은 상처를 완전히 고치지도 못하고 임기 중에 죽었을 것이라고 말한다. 1994년 레이건은 알츠하이머 병 진단을 받았는데, 저주가 그를 병들게 만들었다고 말하는 사람들도 있다. 하지만 이와 반대로, 임기 중에 죽지 않은 것은 그가 원주민들에게 온건한 정책을 폈기 때문이라고 말하는 사람들도 대다수다.
조지 W. 부시 전 대통령 또한 재임 기간 동안에 두 번의 죽을 뻔한 고비를 넘겼다. 그는 2002년 1월 13일 프레츨 과자가 목에 걸려 의식을 잃었지만 무사했으며, 2005년 5월 10일에는 야외에서 연설을 하던 중에 한 사람이 그를 향해 수류탄을 던졌지만 불발했다. 관계자들의 말에 따르면 수류탄은 부시와 100피트(약 30m) 떨어진 곳에 떨어졌다고 한다. 그는 레이건 대통령에 이어 테쿰세의 저주를 피해 간 두 번째 대통령이 되었다.
이렇듯 테쿰세의 저주는 로널드 레이건 전 대통령부터 약해진 것을 시작으로 조지 W. 부시 전 대통령 때도 큰 영향을 주지 못했지만 "아직은 모른다."며 믿고 있는 사람들도 종종 있다.
그 외에도 테쿰세의 저주에 해당하지 않고 임기중 죽은 대통령 중에서는 유일하게 재커리 테일러 대통령이 있고,
제럴드 포드 대통령은 저격미수 되었다. 그리고 시어도어 루스벨트 대통령은 총에 맞았지만 두껍게 입은 옷 때문에 
쓰러지지도 않았다